# 왈테르 마르티네스
왈테르 훌리안 마르티네스 라모스(Walter Julián Martínez Ramos, 1982년 3월 28일 ~ 2019년 8월 11일)는 온두라스의 축구 선수였으며, 포지션은 스트라이커였다.
이전에는 온두라스의 CD 빅토리아, CDS 비다, 클럽 데포르티보 마라톤, 스페인의 데포르티보 알라베스, 중화인민공화국의 베이징 궈안 FC에서 활동하였다. 온두라스 축구 국가대표팀에서는 2002년부터 현재 (2010년 기준)까지 40경기에 출장해 12골을 넣었으며, 2007년 CONCACAF 골드컵, 2009년 CONCACAF 골드컵, 2010년 FIFA 월드컵, 2011년 CONCACAF 골드컵 대표로 활동하였다.